# 120352 Gordonwong
120352 Gordonwong este o planetă minoră (asteroid) din Mars-crossing asteroid⁠(d). A fost descoperită pe 13 mai 2005 la Catalina Station⁠(d) de Catalina Sky Survey. 
Obiectul prezintă o orbită caracterizată de o semiaxă mare de 2,2784320346028 UAi, o excentricitate de 0,28, o înclinație de 6,2 ° în raport cu ecliptica.